# Postulant
Als Postulanten (von lat.: postulare = „erbitten, verlangen“) werden in verschiedenen Ordensgemeinschaften, vor allem im Christentum, aber auch bei einzelnen buddhistischen Orden, Gläubige bezeichnet, die um die Aufnahme in die Gemeinschaft ersucht haben. Sie absolvieren ein Postulat, eine Zeit, in der sie das Leben der Gemeinschaft kennenlernen und die Gemeinschaft sie kennenlernen kann.
Auch die Kandidaten für die Aufnahme in eine Freimaurerloge oder den Rosenkreuzerorden AMORC werden gelegentlich als Postulanten bezeichnet.
Auf das Postulat, das in der römisch-katholischen Kirche von einigen Monaten bis hin zu äußerstenfalls zwei Jahren dauern kann, erfolgt nach der entsprechenden Bitte des Postulanten das Noviziat, an dessen Beginn meist die formelle Zulassung zur Einkleidung steht (nach kirchlichem Recht can. 597 § 2). Alternative Bezeichnungen für den Postulanten sind Kandidat oder Aspirant. In manchen Orden hingegen werden die Bezeichnungen Aspirant oder Kandidat für diejenigen gebraucht, die sich um die Aufnahme als Postulant ins Kloster bemühen.
Das Postulat, das allgemeinrechtlich erst 1911–1912 eingeführt wurde, ist als Vorprüfungszeit für die angehende Novizin (den angehenden Novizen) zu verstehen, die nicht zur Gültigkeit des folgenden Noviziats vorgeschrieben ist.